# Ajahn Brahm
Phra Visuddhisamvarathera AM, được gọi là Ajahn Brahmavamso, hay đơn giản là Ajahn Brahm (tên khai sinh là Peter Betts , sinh ra vào ngày 7 tháng 8 năm 1951), là cao tăng thuộc dòng tu Thượng tọa bộ người Anh gốc Úc. Hiện tại Ajahn Brahm là Trụ trì của Tu viện Bodhinyana, ở Serpentine, Tây Úc, Cố vấn Tâm linh cho Hội Phật giáo Victoria, Cố vấn Tâm linh cho Hội Phật giáo Nam Úc, Người bảo trợ Tâm linh của Hiệp hội Phật giáo ở Singapore, Người bảo trợ của Trung tâm Brahm ở Singapore, Người bảo trợ Tâm linh của Trung tâm Bodhikusuma ở Sydney, Cố vấn Tâm linh cho Dự án Anukampa Bhikkhuni ở Vương quốc Liên hiệp Anh và Bắc Ireland, và Giám đốc Tâm linh của Hiệp hội Phật giáo Tây Úc (BSWA). Ông trở lại văn phòng vào ngày 22 tháng 4 năm 2018 sau khi từ chức một thời gian ngắn vào tháng 3, sau một cuộc bỏ phiếu gây tranh cãi của các thành viên của BSWA trong cuộc họp chung hàng năm của họ.

## Thiếu thời
Peter Betts sinh ra tại Luân Đôn. Ông xuất thân từ tầng lớp lao động và đi học tại trường Latymer Upper School. Ông nhận được học bổng để học ngành Vật lý lý thuyết tại Emmanuel College, Đại học Cambridge vào cuối những năm 1960. Sau khi tốt nghiệp Cambridge, ông dạy ở trường trung học một năm trước khi đến Thái Lan để trở thành một nhà sư và được đào tạo với Ajahn Chah Bodhinyana Mahathera. Ajahn Brahm đã xuất gia tại Bangkok ở tuổi hai mươi ba bởi Somdet Kiaw, vị Trụ trì quá cố của Wat Saket. Sau đó, ông đã dành chín năm học tập và đào tạo trong truyền thống thiền rừng dưới sự giảng dạy của Ajahn Chah

## Tu viện Bodhinyana.
Sau khi hành nghề được 9 năm với tư cách là một nhà sư, Ajahn Brahm được Ajahn Chah gửi đến Perth vào năm 1983, để hỗ trợ Ajahn Jagaro trong các nhiệm vụ giảng dạy. Trước đây, họ từng sống trong một ngôi nhà cũ ở phố Magnolia, ngoại ô Bắc Perth, nhưng vào cuối năm 1983, họ đã mua 97 mẫu đất (393.000 mét vuông) đất nông thôn và rừng ở vùng đồi Serpentine phía nam Perth. Vùng đất đã trở thành Tu viện Bodhinyana (được đặt theo tên của sư phụ của họ, Ajahn Chah Bodhinyana). Bodhinyana đã trở thành tu viện Phật giáo chuyên dụng đầu tiên của dòng Thương tọa bộ Thái Lan ở Nam Bán cầu và ngày nay là cộng đồng lớn nhất của các nhà sư Phật giáo ở Úc. Ban đầu không có tòa nhà nào trên đất liền, và vì chỉ có một số ít Phật tử tại Perth vào thời điểm này, và ít tiền tài trợ, các nhà sư bắt đầu xây dựng để tiết kiệm tiền. Ajahn Brahm đã học hệ thống ống nước và lát gạch và tự mình xây dựng nhiều tòa nhà hiện tại.
Năm 1994, Ajahn Jagaro xin nghỉ phép ở Tây Úc và rời đi một năm sau đó. Chịu trách nhiệm, Ajahn Brahm đảm nhận vai trò này và sớm được mời để cung cấp các giáo lý của ông ở các khu vực khác của Úc và Đông Nam Á. Ông là một diễn giả tại Hội nghị thượng đỉnh Phật giáo quốc tế tại Phnôm Pênh năm 2002 và tại ba Hội nghị toàn cầu về Phật giáo. Ông cũng dành thời gian và sự quan tâm đến những người bệnh và sắp chết, những người trong tù hoặc bị bệnh ung thư, những người muốn học thiền, và cả Tăng đoàn của các tu sĩ tại Bodhinyana. Ajahn Brahm cũng có ảnh hưởng trong việc thành lập Tu viện Dhammasara Nun tại Gidgegannup trên những ngọn đồi ở phía đông bắc Perth để trở thành một tu viện độc lập hoàn toàn, do Thượng tọa Nirodha và Hòa thượng Hasapañña quản lý.

## Tác phẩm
- "Don't Worry, Be Grumpy: Inspiring Stories for Making the Most of Each Moment". Also published as Good? Bad? Who Knows? (2014). Wisdom Publications. ISBN 978-1614291671 eBook ISBN  978-1614291848
- Opening the Door of Your Heart: And Other Buddhist Tales of Happiness. Also published as Who Ordered This Truckload of Dung?: Inspiring Stories for Welcoming Life's Difficulties. (2005). Wisdom Publications. Also published in Indonesia as Si Cacing dan Kotoran Kesayangannya in 3 volumes, vol.1 (2010), vol.2 (2011), vol.3 (2012) ISBN 0-86171-278-1
- Mindfulness, Bliss, and Beyond: A Meditator's Handbook. (2006). Wisdom Publications. ISBN 0-86171-275-7
- The Art of Disappearing: Buddha's Path to Lasting Joy. (2011). Wisdom Publications. ISBN 0-86171-668-X
- Kindfulness. (2016). Wisdom Publications. ISBN 978-1614291992 eBook ISBN  978-1614292166
- Bear Awareness. Wisdom Publications. ISBN  978-1614292562 eBook ISBN  978-1614292715
- Happiness Through Meditation
- Simply This Moment
- Wisdom Born of Stillness